# 제프 페이히
제프리 데이비드 "제프" 페이히(영어: Jeffrey David "Jeff" Fahey, 1952년 11월 29일 ~ ) 미국의 배우이다. 더 마셜에서 연방보안관보 윈스턴 맥브라이드 역, ABC의 텔레비전 드라마 시리즈 로스트에서 프랭크 래피더스 역을 맡았다.

## 출연 작품

### 영화
- 실버라도 (1985)
- 싸이코 3 (1986)
- 추악한 사냥꾼 (1990)
- 분리 인간 (1991)
- 실패한 성공 (1991)
- 론머 맨 (1992)
- 인터폴 특명 (1994)
- 와이어트 어프 (1994)
- 야수의 덫 (1995)
- 타임 언더 파이어 (1997)
- 플래닛 테러 (2007)
- 마셰티 (2010)
- 지.지.지 (2011)
- 히트맨 인 런던 (2015)
- 알리타: 배틀 엔젤 (2019) - 맥티그 역
- 샤크 더 맨이터 (2019, Maneater)
- 다크맨3
- 레이먼드 그레이험의 사형집행
- 욕망의 볼레로
- 스케치(영어판)
- 철혈여경
- Cold Heart
- Fallen Angels
- 어쌔신 프리스트 벡맨 - 필립 역

### 텔레비전
- 더 마셜 (1995, The Marshal)
- 로스트 (2008-10)

### 뮤직 비디오
- Confident (2015) - 데미 로바토